# Нешкович, Благое
Благое Нешкович (серб. Благоје Нешковић; 11 февраля 1907, Крагуевац, Королевство сербов, хорватов и словенцев — 11 ноября 1984, Белград, Югославия) — югославский государственный деятель и учёный, премьер-министр Народной Республики Сербия (1945—1948).

## Биография

Группа руководителей партизанского движения в Югославии в годы Второй мировой войны. Сидят справа налево: Мома Маркович, Тито, Благое Нешкович, стоят справа налево: Александр Ранкович, Слободан Пенезич, неизвестный, Милован Джилас, Арсо Йованович

В 1933 году окончил медицинский факультет Белградского университета. Доктор медицинских наук.
В 1935 году вступил в Коммунистическую партию Югославии (КПЮ). Участник военных действий во время гражданской войны в Испании (1936—1939), врач в республиканских войсках в составе батальона имени Джуро Джаковича.
- 1941—1948 гг. — секретарь ЦК Компартии Сербии; член Антифашистского веча народного освобождения Югославии,
- 1945—1948 гг. — премьер-министр Народной Республики Сербия,
- 1948—1952 гг. — заместитель премьер-министра ФНРЮ, одновременно в 1948—1951 гг. — председатель Комиссии государственного контроля ФНРЮ.

На V съезде Союза коммунистов Югославии (1948) был избран членом Политбюро ЦК КПЮ.
В октябре 1952 года Политбюро ЦК КПЮ назначило специальную комиссию по расследованию поддержки со стороны Нешковича резолюции Коминформа по Югославии, по результатам работы которой в ноябре того же года он был исключен из рядов КПЮ. Впоследствии находился на научной работе, был научным сотрудником и заведующим лабораторией экспериментальной онкологии медицинского факультета Белградского университета. Автор мемуаров.
В 1949—1952 годах его имя носила одна из белградских улиц, позже переименованная в улицу Повстанцев.

## Награды и звания
- орден Национального освобождения (25.09.1944);
- орден Братства и единства I степени (02.06.1947);
- орден «За храбрость» (02.06.1947);
- Партизанский памятный знак 1941 года.

Других стран:
- орден Кутузова I степени (СССР, 15.10.1945)[2].